# اس‌ام‌اس نیوبه
اس‌ام‌اس نیوبه (به انگلیسی: SMS Niobe) یک کشتی بود که طول آن ۱۰۵ متر (۳۴۴٫۵ فوت) بود. این کشتی در سال ۱۸۹۹ ساخته شد.